# 서울길동초등학교
서울길동초등학교는 대한민국 서울특별시 강동구에 있는 공립 초등학교이다.

## 학교 연혁
- 1974년 5월 25일 서울길동국민학교 개교(24학급 1757명)
- 1975년 2월 5일 제1회 졸업식(230명)
- 1980년 2월 29일 둔촌국민학교 분리(1,053명)
- 1982년 3월 2일 학교운동부(야구) 창단
- 1983년 3월 2일 체육특기학교(야구) 지정
- 1985년 9월 5일 선린국민학교 분리(927명)
- 1994년 9월 9일 병설유치원 개원
- 1996년 3월 1일 서울길동초등학교로 개칭
- 2004년 9월 1일 종합정보관 개관
- 2010년 9월 4일 학습준비물센터 설치
- 2011년 3월 31일 학교보안관실, 초등돌봄교실 설치
- 2013년 6월 1일 교실환경개선사업
- 2015년 11월 19일 꾸미고 꿈꾸는 화장실 완공
- 2016년 3월 1일 제14대 박찬미 교장 부임
- 2024년 6월 7일 개교 50주년

## 참고 자료
- 서울길동초등학교 - 한국교육학술정보원 학교알리미